# Nicholas Eberstadt
Nicholas Eberstadt, född 20 december 1955 i New York City, New York, är en amerikansk nationalekonom. Han innehar Henry Wendt-professuren i nationalekonomi vid American Enterprise Institute (AEI), en politisk tankesmedja. Han är också seniorrådgivare till National Bureau of Asian Research (NBR), medlem av besökskommittén vid Harvard School of Public Health och medlem av Global Leadership Council vid World Economic Forum.

## Biografi
Eberstadt föddes den 20 december 1955 i New York City. Hans far, Frederick Eberstadt, var författare och fotograf. Hans mor, Isabel Nash, var en romanförfattare. Hans farfar, Ferdinand Eberstadt, var investeringsbankir och medgrundare av Central Intelligence Agency; hans morfar, Ogden Nash, var en poet. Hans syster, Fernanda Eberstadt, är romanförfattare.
Eberstadt avlade examen vid Phillips Exeter Academy 1972. Han avlade fil. kand magna cum laude i nationalekonomi från Harvard College 1976, och masterexamen i social planering för utvecklingsländer från London School of Economics 1978. Han avslutade sin masterexamen vid Harvard Kennedy School 1979, och sin fil. dr i nationalekonomi och statsvetenskap vid Harvard University 1995.

## Publikationer
- Eberstadt, Nicholas (1979). Poverty in China. Bloomington, Indiana: International Development Institute. ISBN 9780892490271.
- Eberstadt, Nicholas (1988). The Poverty of Communism. New Brunswick, New Jersey: Transaction Books. ISBN 9780887381881. OCLC 60045171. https://archive.org/details/povertyofcommuni0000eber.
- Eberstadt, Nicholas (1988). Foreign Aid and American Purpose. Washington, D.C.: AEI Press. ISBN 9780844736587. OCLC 17951562. https://archive.org/details/foreignaidameric0000eber.
- Banister, Judith; Eberstadt, Nicholas (1992). The Population of North Korea. Berkeley, California: Center for Korean Studies. ISBN 9781557290304. OCLC 26126272. http://digitalassets.lib.berkeley.edu/ieas/KRM_017.pdf.
- Eberstadt, Nicholas (1995). The Tyranny of Numbers: Mismeasurement and Misrule. Washington, D.C.: AEI Press. ISBN 9780844737638. OCLC 25282807. https://archive.org/details/tyrannyofnumbers0000eber.
- Eberstadt, Nicholas (1999). The End of North Korea. Washington, D.C: AEI Press. ISBN 9780844740881. OCLC 40668263.
- Eberstadt, Nicholas (2000). Prosperous Paupers & Other Population Problems. Brunswick, New Jersey: Transaction Publishers. ISBN 9781560004233. OCLC 43615787.
- Eberstadt, Nicholas; Ellings, Richard J., reds (2001). Korea's Future and the Great Powers. Seattle, Washington: National Bureau of Asian Research. ISBN 9780295981291. OCLC 45757810.
- Eberstadt, Nicholas (2004). Health and the Income Inequality Hypothesis: A Doctrine in Search of Data. Washington, D.C.: AEI Press. ISBN 9780844771694. OCLC 53831723. https://archive.org/details/healthincomeineq0000eber.
- Eberstadt, Nicholas (2007). Europe's Coming Demographic Challenge: Unlocking the Value of Health. Washington, D.C.: AEI Press. ISBN 9780844772004. OCLC 173509452.
- Eberstadt, Nicholas (2007). The North Korean Economy: Between Crisis & Catastrophe. New Brunswick, New Jersey: Transaction Publishers. ISBN 9780765803603. OCLC 64771130.
- Eberstadt, Nicholas (2008). Policy and Economic Performance in Divided Korea during the Cold War Era: 1945-91. Washington, D.C.: AEI Press. ISBN 9780844742748. OCLC 631882447.
- Eberstadt, Nicholas (2008). The Poverty of "the Poverty Rate" : Measure and Mismeasure of Want in Modern America. Washington, D.C.: AEI Press. ISBN 9780844742465. OCLC 239235634.
- Eberstadt, Nicholas (2010). Russia's Peacetime Demographic Crisis: Dimensions, Causes, Implications. Seattle, Washington: National Bureau of Asian Research. ISBN 9780981890494. OCLC 867796813.
- Eberstadt, Nicholas (2012). A Nation of Takers: America's Entitlement Epidemic. West Conshohocken, Pennsylvania: Templeton Press. ISBN 9781599474359. OCLC 809613762.
- Eberstadt, Nicholas (2016). Men Without Work: America's Invisible Crisis. West Conshohocken, Pennsylvania: Templeton Press. ISBN 9781599474694. OCLC 945948392.
- Eberstadt, Nicholas (2017). Our Miserable 21st Century. 15 februari 2017.